# Приріт великий
Приріт великий (Megabyas flammulatus) — вид горобцеподібних птахів родини вангових (Vangidae).

## Таксономія
Традиційно вид відносили до родини прирітникових (Platysteiridae). Генетичний аналіз 2012 року показав, що вид відноситься до вангових.

## Поширення
Вид поширений в тропічній Африці від Гвінеї до Кенії. Його природними середовищами існування є субтропічні або тропічні сухі ліси та субтропічні або тропічні вологі низинні ліси.